# مرتضی خان زند
مرتضی‌خان زند یا مرتضی‌خان یافت‌آبادی (زاده ؟ - درگذشته ۱۳۱۹) از رجال سیاسی دوره قاجار بود، که از نوادگان کریم خان زند محسوب می‌شد. وی از از پیشگامان اصلاحات نظام ارباب و رعیتی در ایران بود.

## زندگی‌نامه

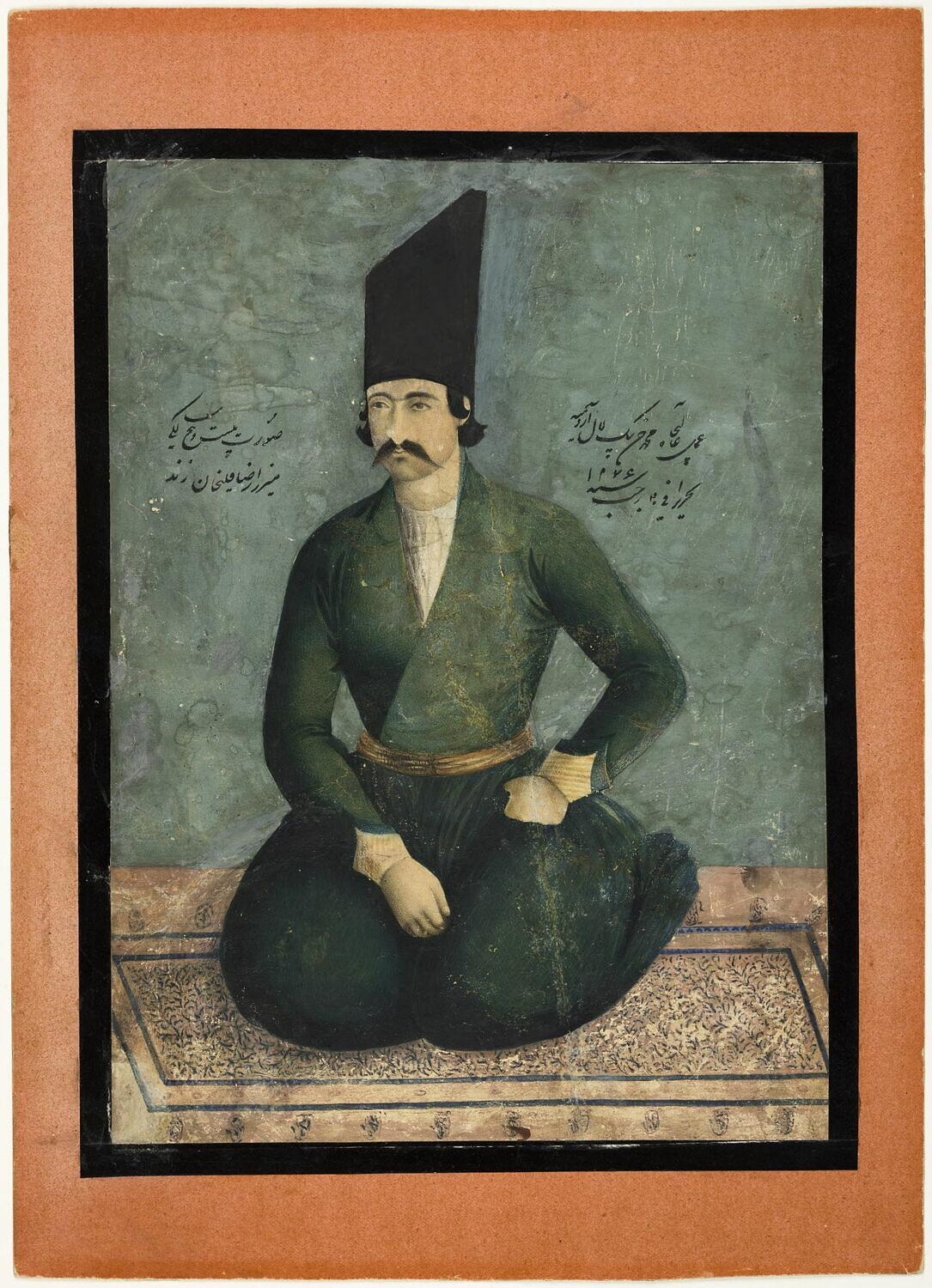
میرزا رضا قلی خان زند فرزند هرمزخان و (پدر مرتضی خان زند)، در سن 25 سالگی- 1238 شمسی (اثر نگارگری محمد حسن افشار) - نمایش در موزه لوور

پس از سقوط حکومت زندیه عده‌ای از افراد خانواده و سران طایفه زند به همراه لطفعلی‌خان زند توسط آقامحمد خان قاجار تحت اسارت به تهران آورده و پس از کشته شدن لطفعلی خان در قلعه‌ای قدیمی در ناحیه یافت آباد کنونی زندانی شدند. آنها در سال‌های بعد به تدریج در همان‌جا سکنی گزیدند و توانستند تملک زمین‌های اطراف را در اواخر قاجاریه بدست آورند.
مرتضی خان زند آخرین خان محله یافت آباد تهران بود که به مردمداری شهرت داشت و به واسطه حضور او وضعیت یافت آباد و ساکنان آن بهبود پیدا کرد. او از وارثین حکام زندیه به شمار می آمد که جدش حاصل ازدواج دختر کریم خان زند به نام خانم کوچک با ابراهیم خان فرزند صادق‌خان زند (برادر تنی کریم خان از دیگر پادشاهان زندیه) بود. یکی از کارهایی که باعث شده‌است نام مرتضی خان در بین شهروندان قدیمی یافت آباد ماندگار بماند، گرفتن سند اعیانی برای زمین‌های این محدوده و بخشیدن آن به مردم بود. او از پیشگامان اصلاحات ارضی بود که سه دهه جلوتر بخش عمده‌ای از زمین‌های یافت آباد را به صورت داوطلبانه به مردم واگذار کرد و به گفته اهالی به همین دلیل قانون اصلاحات اراضی کشور هرگز در یافت آباد به اجرا در نیامده و علتش این بود که تمام زمین‌ها از قبل با سند اعیانی در اختیار اقوام مختلف قرار گرفته بود. ما بین مالکیت یافت آباد میان مرتضی خان و عبدالحسین میرزا فرمانفرما معروف به شازده فرمانفرما از شاهزادگان صاحب نفوذ قاجار اختلافات فراوانی وجود داشت که در نهایت در دادگاهی معروف که با حضور فردی به نام «مشایخ طباطبایی نقیب زاده» به عنوان وکیل مدافع مرتضی خان یافت آبادی برگزار شد، با ارائه اسناد و مدارک کافی رای دادگاه به نفع ساکنین یافت آباد صادر و برای زمین‌های یافت آباد سند اعیانی صادر شد.»
مرتضی خان سه پسر داشت به نام محمد، مطصفی و ابوالفتح که محمد یافت آبادی در جوانی به دلیل بیماری درگذشت، مصطفی یافت آبادی و سرتیپ ابوالفتح یافت آبادی از پیشکسوتان نیروی هوایی ایران بودند.
مرتضی خان زند در زمان صدور سجل (شناسنامه) نام خانوادگی یافت آبادی را برای خود و اعضای خانواده اش انتخاب کرد. مقبره وی در قبرستان یافت آباد واقع شده‌است.